# US Clay Court Championships for mænd
US Men's Clay Court Championships er en årlig ATP Tour 250 tennisturnering, der startede i 1910. Det er den sidste tilbageværende turnering på ATP World Tour-niveau i USA, der spilles på grusbaner.
Turneringen begyndte i 1910, da Western Lawn Tennis Association mente, at en national grusbane turnering ville hjælpe med at fremme etableringen af flere grusbaner i vesten. Grusbaner var mere økonomiske at installere og vedligeholde end græsbaner, og håbet var, at de lavere omkostninger forbundet med banebyggeriet ville give mulighed for en hurtigere udvidelse af spillet. De første nationale mesterskaber, blev afholdt i Omaha Field Club, hvor et publikum på 5.000 så finalerne. Deltagelse og spil på grus voksede som et resultat af begivenheden, og i 1914 blev begivenheden flyttet til Cincinnati Tennis Club. Det er siden blevet spillet i adskillige byer, med lange ophold i River Forest og Indianapolis, og afholdes i dag i Houston, Texas.  Mellem 1970 og 1989 var det en del af Grand Prix Tennis Tour som en del af Grand Prix Super Series (1974-1977). Under opholdet i Indianapolis fra 1969 til 1986 var turneringen en kombineret mænds og kvinders begivenhed.

## Tidligere finaler

### Singler
Bill Tilden har rekorden for flest titler (7).Bill Tilden og Frank Parker har sammen rekorden for flest finaler (8).
| År         | By                            | Vinder                                 | Finalist                               | Score                                  |                                        |
| ---------- | ----------------------------- | -------------------------------------- | -------------------------------------- | -------------------------------------- | -------------------------------------- |
| 1910       | Omaha, Nebraska               | Melville H. Long                       | Walter Merrill Hall                    | 6–0, 6–1, 6–1                          |                                        |
| 1911       | Omaha, Nebraska               | Walter T. Hayes                        | Percy D. Siverd                        | 7–5, 6–2, 6–1                          |                                        |
| 1912       | Pittsburgh, Pennsylvania      | Richard N. Williams                    | Walter T. Hayes                        | 6–3, 6–1, 8–6                          |                                        |
| 1913       | Omaha, Nebraska               | John R. Strachan                       | Walter Merrill Hall                    | 6–0, 6–4, 4–6, 6–4                     |                                        |
| 1914       | Cincinnati, Ohio              | Clarence Griffin                       | Elia Fottrell                          | 3–6, 6–8, 8–6, 6–0, 6–2                |                                        |
| 1915       | Pittsburgh, Pennsylvania      | Richard N. Williams (2)                | Clarence Griffin                       | Default                                |                                        |
| 1916       | Cleveland, Ohio               | Willis E. Davis                        | Conrad B. Doyle                        | 6–2, 7–5, 6–3                          |                                        |
| 1917       | Cleveland, Ohio               | Samuel Hardy                           | Charles Garland                        | 3–6, 6–1, 6–3, 6–3                     |                                        |
| 1918       | Chicago, Illinois             | Bill Tilden                            | Charles Garland                        | 6–4, 6–4, 3–6, 6–2                     |                                        |
| 1919       | Chicago, Illinois             | William Johnston                       | Bill Tilden                            | 6–0, 6–1, 4–6, 6–2                     |                                        |
| 1920       | Chicago, Illinois             | Roland Roberts                         | Vincent Richards                       | 6–3, 6–1, 6–3                          |                                        |
| 1921       | Chicago, Illinois             | Walter T. Hayes (2)                    | Alexander Squair                       | 6–0, 6–2, 6–4                          |                                        |
| 1922       | Indianapolis, Indiana         | Bill Tilden (2)                        | Zenzo Shimizu                          | 7–5, 6–3, 6–1                          |                                        |
| 1923       | Indianapolis, Indiana         | Bill Tilden (3)                        | Manuel Alonso                          | 6–2, 6–8, 6–1, 7–5                     |                                        |
| 1924       | St. Louis, Missouri           | Bill Tilden (4)                        | Harvey Snodgrass                       | 6–2, 6–1, 6–1                          |                                        |
| 1925       | St. Louis, Missouri           | Bill Tilden (5)                        | George Lott                            | 3–6, 6–3, 2–6, 6–2, 8–6                |                                        |
| 1926       | Detroit, Michigan             | Bill Tilden (6)                        | Brian I. C. Norton                     | Default                                |                                        |
| 1927       | Detroit, Michigan             | Bill Tilden (7)                        | John F. Hennessey                      | 6–4, 6–1, 6–2                          |                                        |
| 1928       | Ikke afholdt                  | Ikke afholdt                           | Ikke afholdt                           | Ikke afholdt                           |                                        |
| 1929       | Indianapolis, Indiana         | Emmett Paré                            | J. Gilbert Hall                        | 6–4, 6–3, 4–6, 3–6, 6–1                |                                        |
| 1930       | Kansas City, Missouri         | Bryan Grant                            | Wilbur F. Coen, Jr.                    | 6–2, 6–4, 6–2                          |                                        |
| 1931       | St. Louis, Missouri           | Ellsworth Vines                        | Keith Gledhill                         | 6–3, 6–3, 6–3                          |                                        |
| 1932       | Memphis, Tennessee            | George Lott                            | Bryan Grant                            | 3–6, 6–2, 3–6, 6–3, 6–3                |                                        |
| 1933       | Chicago, Illinois             | Frank Parker                           | Gene Mako                              | 6–3, 6–3, 6–3                          |                                        |
| 1934       | Chicago, Illinois             | Bryan Grant (2)                        | Donald Budge                           | 6–2, 8–6, 6–3                          |                                        |
| 1935       | Chicago, Illinois             | Bryan Grant (3)                        | Frank Parker                           | 4–6, 6–1, 3–6, 6–3, 6–0                |                                        |
| 1936       | River Forest, Illinois        | Bobby Riggs                            | Frank Parker                           | 6–1, 6–8, 6–4                          |                                        |
| 1937       | Chicago, Illinois             | Bobby Riggs (2)                        | Joe Hunt                               | 6–3, 4–6, 6–3, 6–4                     |                                        |
| 1938       | River Forest, Illinois        | Bobby Riggs (3)                        | Gardnar Mulloy                         | 6–4, 5–7, 4–6, 6–1, 7–5                |                                        |
| 1939       | Chicago, Illinois             | Frank Parker                           | Gardnar Mulloy                         | 6–3, 6–0, 5–7, 6–1                     |                                        |
| 1940       | Chicago, Illinois             | Donald McNeill                         | Bobby Riggs                            | 6–1, 6–4, 6–8, 6–3                     |                                        |
| 1941       | River Forest, Illinois        | Frank Parker                           | Bobby Riggs                            | 6–3, 7–5, 6–8, 4–6, 6–3                |                                        |
| 1942       | St. Louis, Missouri           | Seymour Greenberg                      | Harris Everett                         | 5–7, 7–5, 7–9, 7–5, 8–6                |                                        |
| 1943       | Detroit, Michigan             | Seymour Greenberg (2)                  | William Talbert                        | 6–1, 4–6, 6–3, 6–3                     |                                        |
| 1944       | Detroit, Michigan             | Pancho Segura                          | William Talbert                        | 6–3, 2–6, 7–5, 6–3                     |                                        |
| 1945       | Chicago, Illinois             | William Talbert                        | Pancho Segura                          | 6–4, 4–6, 6–2, 2–6, 6–2                |                                        |
| 1946       | River Forest, Illinois        | Frank Parker (2)                       | William Talbert                        | 6–4, 6–4, 6–2                          |                                        |
| 1947       | Salt Lake City, Utah          | Frank Parker (3)                       | Ted Schroeder                          | 8–6, 6–2, 6–4                          |                                        |
| 1948       | River Forest, Illinois        | Pancho Gonzalez                        | Nick Carter                            | 7–5, 6–2, 6–3                          |                                        |
| 1949       | River Forest, Illinois        | Pancho Gonzalez (2)                    | Frank Parker                           | 6–1, 3–6, 8–6, 6–3                     |                                        |
| 1950       | River Forest, Illinois        | Herbert Flam                           | Ted Schroeder                          | 6–1, 6–2, 6–2                          |                                        |
| 1951       | River Forest, Illinois        | Tony Trabert                           | Arthur Larsen                          | 6–8, 2–6, 6–4, 6–3, 8–6                |                                        |
| 1952       | River Forest, Illinois        | Arthur Larsen                          | Richard Savitt                         | 4–6, 6–4, 6–2, 6–4                     |                                        |
| 1953       | River Forest, Illinois        | Vic Seixas                             | Hamilton Richardson                    | 6–2, 6–4, 6–3                          |                                        |
| 1954       | River Forest, Illinois        | Bernard Bartzen                        | Tony Trabert                           | 6–4, 4–6, 6–0, 6–2                     |                                        |
| 1955       | Atlanta, Georgia              | Tony Trabert (2)                       | Bernard Bartzen                        | 10–8, 6–1, 6–4                         |                                        |
| 1956       | River Forest, Illinois        | Herbert Flam (2)                       | Edward Moylan                          | 3–6, 6–3, 1–6, 6–3, 6–3                |                                        |
| 1957       | River Forest, Illinois        | Vic Seixas (2)                         | Herbert Flam                           | 1–6, 8–6, 6–1, 6–3                     |                                        |
| 1958       | River Forest, Illinois        | Bernard Bartzen (2)                    | Sam Giammalva                          | 3–6, 7–5, 6–2, 6–2                     |                                        |
| 1959       | River Forest, Illinois        | Bernard Bartzen (3)                    | Whitney Reed                           | 6–0, 8–6, 9–7                          |                                        |
| 1960       | River Forest, Illinois        | Barry MacKay                           | Bernard Bartzen                        | 4–6, 7–5, 6–4, 6–0                     |                                        |
| 1961       | River Forest, Illinois        | Bernard Bartzen (4)                    | Donald Dell                            | 6–1, 2–6, 6–2, 6–0                     |                                        |
| 1962       | Chicago, Illinois             | Chuck McKinley                         | Fred Stolle                            | 6–3, 8–6, 6–4                          |                                        |
| 1963       | River Forest, Illinois        | Chuck McKinley (2)                     | Dennis Ralston                         | 6–2, 6–2, 6–4                          |                                        |
| 1964       | River Forest, Illinois        | Dennis Ralston                         | Chuck McKinley                         | 6–2, 6–2, 6–1                          |                                        |
| 1965       | River Forest, Illinois        | Dennis Ralston (2)                     | Cliff Richey                           | 6–4, 4–6, 6–4, 6–3                     |                                        |
| 1966       | Milwaukee, Wisconsin          | Cliff Richey                           | Frank Froehling III                    | 13–11, 6–1, 6–3                        |                                        |
| 1967       | Milwaukee, Wisconsin          | Arthur Ashe                            | Marty Riessen                          | 4–6, 6–3, 6–1, 7–5                     |                                        |
| 1968       | Milwaukee, Wisconsin          | Clark Graebner                         | Stan Smith                             | 6–3, 7–5, 6–0                          |                                        |
| ↓Open Era↓ |                               |                                        |                                        |                                        |                                        |
| 1969       | Indianapolis, Indiana         | Željko Franulović                      | Arthur Ashe                            | 8–6, 6–3, 6–4                          |                                        |
| 1970       | Indianapolis, Indiana         | Cliff Richey (2)                       | Stan Smith                             | 6–2, 10–8, 3–6, 6–1                    |                                        |
| 1971       | Indianapolis, Indiana         | Željko Franulović (2)                  | Cliff Richey                           | 6–3, 6–4, 0–6, 6–3                     |                                        |
| 1972       | Indianapolis, Indiana         | Bob Hewitt                             | Jimmy Connors                          | 7–6, 6–1, 6–2                          |                                        |
| 1973       | Indianapolis, Indiana         | Manuel Orantes                         | Georges Goven                          | 6–4, 6–1, 6–4                          |                                        |
| 1974       | Indianapolis, Indiana         | Jimmy Connors                          | Björn Borg                             | 5–7, 6–3, 6–4                          |                                        |
| 1975       | Indianapolis, Indiana         | Manuel Orantes (2)                     | Arthur Ashe                            | 6–2, 6–2                               |                                        |
| 1976       | Indianapolis, Indiana         | Jimmy Connors (2)                      | Wojtek Fibak                           | 6–2, 6–4                               |                                        |
| 1977       | Indianapolis, Indiana         | Manuel Orantes (3)                     | Jimmy Connors                          | 6–1, 6–3                               |                                        |
| 1978       | Indianapolis, Indiana         | Jimmy Connors (3)                      | José Higueras                          | 7–5, 6–1                               |                                        |
| 1979       | Indianapolis, Indiana         | Jimmy Connors (4)                      | Guillermo Vilas                        | 6–1, 2–6, 6–4                          |                                        |
| 1980       | Indianapolis, Indiana         | José Luis Clerc                        | Mel Purcell                            | 7–5, 6–3                               |                                        |
| 1981       | Indianapolis, Indiana         | José Luis Clerc (2)                    | Ivan Lendl                             | 4–6, 6–4, 6–2                          |                                        |
| 1982       | Indianapolis, Indiana         | José Higueras                          | Jimmy Arias                            | 7–5, 5–7, 6–3                          |                                        |
| 1983       | Indianapolis, Indiana         | Jimmy Arias                            | Andrés Gómez                           | 6–4, 2–6, 6–4                          |                                        |
| 1984       | Indianapolis, Indiana         | Andrés Gómez                           | Balázs Taróczy                         | 6–0, 7–6                               |                                        |
| 1985       | Indianapolis, Indiana         | Ivan Lendl                             | Andrés Gómez                           | 6–1, 6–3                               |                                        |
| 1986       | Indianapolis, Indiana         | Andrés Gómez (2)                       | Thierry Tulasne                        | 6–4, 7–6                               |                                        |
| 1987       | Indianapolis, Indiana         | Mats Wilander                          | Kent Carlsson                          | 7–5, 6–3                               |                                        |
| 1988       | Charleston, South Carolina    | Andre Agassi                           | Jimmy Arias                            | 6–2, 6–2                               |                                        |
| 1989       | Charleston, South Carolina    | Jay Berger                             | Lawson Duncan                          | 6–4, 6–3                               |                                        |
| 1990       | Kiawah Island, South Carolina | David Wheaton                          | Mark Kaplan                            | 6–4, 6–4                               |                                        |
| 1991       | Charlotte, North Carolina     | Jaime Yzaga                            | Jimmy Arias                            | 6–3, 7–5                               |                                        |
| 1992       | Charlotte, North Carolina     | MaliVai Washington                     | Claudio Mezzadri                       | 6–3, 6–3                               |                                        |
| 1993       | Charlotte, North Carolina     | Horacio de la Peña                     | Jaime Yzaga                            | 3–6, 6–3, 6–4                          |                                        |
| 1994       | Birmingham, Alabama           | Jason Stoltenberg                      | Gabriel Markus                         | 6–3, 6–4                               |                                        |
| 1995       | Pinehurst, North Carolina     | Thomas Enqvist                         | Javier Frana                           | 6–3, 3–6, 6–3                          |                                        |
| 1996       | Pinehurst, North Carolina     | Fernando Meligeni                      | Mats Wilander                          | 6–4, 6–2                               |                                        |
| 1997       | Orlando, Florida              | Michael Chang                          | Grant Stafford                         | 4–6, 6–2, 6–1                          |                                        |
| 1998       | Orlando, Florida              | Jim Courier                            | Michael Chang                          | 7–5, 3–6, 7–5                          |                                        |
| 1999       | Orlando, Florida              | Magnus Norman                          | Guillermo Cañas                        | 6–0, 6–3                               |                                        |
| 2000       | Orlando, Florida              | Fernando González                      | Nicolás Massú                          | 6–2, 6–3                               |                                        |
| 2001       | Houston, Texas                | Andy Roddick                           | Hyung-Taik Lee                         | 7–5, 6–3                               |                                        |
| 2002       | Houston, Texas                | Andy Roddick (2)                       | Pete Sampras                           | 7–6(11–9), 6–3                         |                                        |
| 2003       | Houston, Texas                | Andre Agassi (2)                       | Andy Roddick                           | 3–6, 6–3, 6–4                          |                                        |
| 2004       | Houston, Texas                | Tommy Haas                             | Andy Roddick                           | 6–3, 6–4                               |                                        |
| 2005       | Houston, Texas                | Andy Roddick (3)                       | Sébastien Grosjean                     | 6–2, 6–2                               |                                        |
| 2006       | Houston, Texas                | Mardy Fish                             | Jürgen Melzer                          | 3–6, 6–4, 6–3                          |                                        |
| 2007       | Houston, Texas                | Ivo Karlović                           | Mariano Zabaleta                       | 6–4, 6–1                               |                                        |
| 2008       | Houston, Texas                | Marcel Granollers                      | James Blake                            | 6–4, 1–6, 7–5                          |                                        |
| 2009       | Houston, Texas                | Lleyton Hewitt                         | Wayne Odesnik                          | 6–2, 7–5                               |                                        |
| 2010       | Houston, Texas                | Juan Ignacio Chela                     | Sam Querrey                            | 5–7, 6–4, 6–3                          |                                        |
| 2011       | Houston, Texas                | Ryan Sweeting                          | Kei Nishikori                          | 6–4, 7–6(7–3)                          |                                        |
| 2012       | Houston, Texas                | Juan Mónaco                            | John Isner                             | 6–2, 3–6, 6–3                          |                                        |
| 2013       | Houston, Texas                | John Isner                             | Nicolás Almagro                        | 6–3, 7–5                               |                                        |
| 2014       | Houston, Texas                | Fernando Verdasco                      | Nicolás Almagro                        | 6–3, 7–6(7–4)                          |                                        |
| 2015       | Houston, Texas                | Jack Sock                              | Sam Querrey                            | 7–6(11–9), 7–6(7–2)                    |                                        |
| 2016       | Houston, Texas                | Juan Mónaco (2)                        | Jack Sock                              | 3–6, 6–3, 7–5                          |                                        |
| 2017       | Houston, Texas                | Steve Johnson                          | Thomaz Bellucci                        | 6–4, 4–6, 7–6(7–5)                     |                                        |
| 2018       | Houston, Texas                | Steve Johnson (2)                      | Tennys Sandgren                        | 7–6(7–2), 2–6, 6–4                     |                                        |
| 2019       | Houston, Texas                | Cristian Garín                         | Casper Ruud                            | 7–6(7–4), 4–6, 6–3                     |                                        |
| 2020–2021  | Houston, Texas                | Ikke afholdt grundet COVID-19 pandemic | Ikke afholdt grundet COVID-19 pandemic | Ikke afholdt grundet COVID-19 pandemic | Ikke afholdt grundet COVID-19 pandemic |
| 2022       | Houston, Texas                | Reilly Opelka                          | John Isner                             | 6–3, 7–6(9–7)                          |                                        |
| 2023       | Houston, Texas                | Frances Tiafoe                         | Tomás Martín Etcheverry                | 7–6(7–1), 7–6(8–6)                     |                                        |
| 2024       | Houston, Texas                | Ben Shelton                            | Frances Tiafoe                         | 7–5, 4–6, 6–3                          |                                        |
| 2025       | Houston, Texas                | Jenson Brooksby                        | Frances Tiafoe                         | 6–4, 6–2                               |                                        |

### Doublea (open era)
| År        | Vinder                                 | Finalist                                 | Score                                  |                                        |
| --------- | -------------------------------------- | ---------------------------------------- | -------------------------------------- | -------------------------------------- |
| 1969      | Bill Bowrey Clark Graebner             | Dick Crealy Allan Stone                  | 6–4, 4–6, 6–4                          |                                        |
| 1970      | Arthur Ashe Clark Graebner (2)         | Ilie Năstase Ion Țiriac                  | 2–6, 6–4, 6–4                          |                                        |
| 1971      | Željko Franulović Jan Kodeš            | Clark Graebner Erik van Dillen           | 7–6, 5–7, 6–3                          |                                        |
| 1972      | Bob Hewitt Frew McMillan               | Patricio Cornejo Jaime Fillol            | 6–2, 6–3                               |                                        |
| 1973      | Bob Carmichael Frew McMillan (2)       | Manuel Orantes Ion Țiriac                | 6–3, 6–4                               |                                        |
| 1974      | Jimmy Connors Ilie Năstase             | Jürgen Fassbender Hans-Jürgen Pohmann    | 6–7, 6–3, 6–4                          |                                        |
| 1975      | Juan Gisbert Manuel Orantes            | Wojciech Fibak Hans-Jürgen Pohmann       | 7–5, 6–0                               |                                        |
| 1976      | Brian Gottfried Raúl Ramírez           | Fred McNair Sherwood Stewart             | 6–2, 6–2                               |                                        |
| 1977      | Patricio Cornejo Jaime Fillol          | Dick Crealy Cliff Letcher                | 6–7, 6–4, 6–3                          |                                        |
| 1978      | Gene Mayer Hank Pfister                | Jeff Borowiak Chris Lewis                | 6–3, 6–1                               |                                        |
| 1979      | Gene Mayer (2) John McEnroe            | Jan Kodeš Tomáš Šmíd                     | 6–4, 7–6                               |                                        |
| 1980      | Kevin Curren (2) Steve Denton (2)      | Wojciech Fibak Ivan Lendl                | 3–6, 7–6, 6–4                          |                                        |
| 1981      | Kevin Curren (2) Steve Denton (2)      | Raúl Ramírez Van Winitsky                | 6–3, 5–7, 7–5                          |                                        |
| 1982      | Sherwood Stewart Ferdi Taygan          | Robbie Venter Blaine Willenborg          | 6–4, 7–5                               |                                        |
| 1983      | Mark Edmondson Sherwood Stewart (2)    | Carlos Kirmayr Cássio Motta              | 6–3, 6–2                               |                                        |
| 1984      | Ken Flach Robert Seguso                | Heinz Günthardt Balázs Taróczy           | 7–6, 7–5                               |                                        |
| 1985      | Ken Flach (2) Robert Seguso (2)        | Pavel Složil Kim Warwick                 | 6–4, 6–4                               |                                        |
| 1986      | Andrés Gómez Hans Gildemeister         | John Fitzgerald Sherwood Stewart         | 6–4, 6–3                               |                                        |
| 1987      | Laurie Warder Blaine Willenborg        | Joakim Nyström Mats Wilander             | 6–0, 6–3                               |                                        |
| 1988      | Pieter Aldrich Danie Visser            | Jorge Lozano Todd Witsken                | 7–6, 6–3                               |                                        |
| 1989      | Mikael Pernfors Tobias Svantesson      | Agustín Moreno Jaime Yzaga               | 6–4, 4–6, 7–5                          |                                        |
| 1990      | Scott Davis David Pate                 | Jim Grabb Leonardo Lavalle               | 6–2, 6–3                               |                                        |
| 1991      | Rick Leach Jim Pugh                    | Bret Garnett Greg Van Emburgh            | 6–3, 2–6, 6–3                          |                                        |
| 1992      | Steve DeVries David Macpherson         | Bret Garnett Jared Palmer                | 6–4, 7–6                               |                                        |
| 1993      | Rikard Bergh Trevor Kronemann          | Javier Frana Leonardo Lavalle            | 6–1, 6–2                               |                                        |
| 1994      | Todd Woodbridge Mark Woodforde         | Jared Palmer Richey Reneberg             | 6–2, 3–6, 6–3                          |                                        |
| 1995      | Mark Woodforde (2) Todd Woodbridge (2) | Alex O'Brien Sandon Stolle               | 6–2, 6–4                               |                                        |
| 1996      | Pat Cash Patrick Rafter                | Ken Flach David Wheaton                  | 6–2, 6–3                               |                                        |
| 1997      | Mark Merklein Vince Spadea             | Alex O'Brien Jeff Salzenstein            | 6–4, 4–6, 6–4                          |                                        |
| 1998      | Grant Stafford Kevin Ullyett           | Michael Tebbutt Mikael Tillström         | 4–6, 6–4, 7–5                          |                                        |
| 1999      | Jim Courier Todd Woodbridge (3)        | Bob Bryan Mike Bryan                     | 7–6(7–4), 6–4                          |                                        |
| 2000      | Leander Paes Jan Siemerink             | Justin Gimelstob Sébastien Lareau        | 6–3, 6–4                               |                                        |
| 2001      | Mahesh Bhupathi Leander Paes (2)       | Kevin Kim Jim Thomas                     | 7–6(7–4), 6–2                          |                                        |
| 2002      | Mardy Fish Andy Roddick                | Jan-Michael Gambill Graydon Oliver       | 6–4, 6–4                               |                                        |
| 2003      | Mark Knowles Daniel Nestor             | Jan-Michael Gambill Graydon Oliver       | 6–4, 6–3                               |                                        |
| 2004      | Richey Reneberg Christo van Rensburg   | Brian MacPhie David Witt                 | 2–6, 6–3, 6–2                          |                                        |
| 2005      | Mark Knowles (2) Daniel Nestor (2)     | Martín García Luis Horna                 | 6–3, 6–4                               |                                        |
| 2006      | Michael Kohlmann Alexander Waske       | Julian Knowle Jürgen Melzer              | 5–7, 6–4, 10–5                         |                                        |
| 2007      | Bob Bryan Mike Bryan                   | Mark Knowles Daniel Nestor               | 7–6(7–3), 6–4                          |                                        |
| 2008      | Ernests Gulbis Rainer Schüttler        | Pablo Cuevas Marcel Granollers           | 7–5, 7–6(7–3)                          |                                        |
| 2009      | Bob Bryan (2) Mike Bryan (2)           | Jesse Levine Ryan Sweeting               | 6–1, 6–2                               |                                        |
| 2010      | Bob Bryan (3) Mike Bryan (3)           | Stephen Huss Wesley Moodie               | 6–3, 7–5                               |                                        |
| 2011      | Bob Bryan (4) Mike Bryan (4)           | John Isner Sam Querrey                   | 6–7, 6–2, [10–5]                       |                                        |
| 2012      | James Blake Sam Querrey                | Treat Conrad Huey Dominic Inglot         | 7–6(16–14), 6–4                        |                                        |
| 2013      | Jamie Murray John Peers                | Bob Bryan Mike Bryan                     | 1–6, 7–6(7–3), [12–10]                 |                                        |
| 2014      | Bob Bryan (5) Mike Bryan (5)           | David Marrero Fernando Verdasco          | 4–6, 6–4, [11–9]                       |                                        |
| 2015      | Ričardas Berankis Teymuraz Gabashvili  | Treat Huey Scott Lipsky                  | 6–4, 6–4                               |                                        |
| 2016      | Bob Bryan (6) Mike Bryan (6)           | Víctor Estrella Burgos Santiago González | 4–6, 6–3, [10–8]                       |                                        |
| 2017      | Julio Peralta Horacio Zeballos         | Dustin Brown Frances Tiafoe              | 4–6, 7–5, [10–6]                       |                                        |
| 2018      | Max Mirnyi Philipp Oswald              | Andre Begemann Antonio Šančić            | 6–7(2–7), 6–4, [11–9]                  |                                        |
| 2019      | Santiago González Aisam-ul-Haq Qureshi | Ken Skupski Neal Skupski                 | 3–6, 6–4, [10–6]                       |                                        |
| 2020–2021 | Ikke afholdt grundet COVID-19 pandemic | Ikke afholdt grundet COVID-19 pandemic   | Ikke afholdt grundet COVID-19 pandemic | Ikke afholdt grundet COVID-19 pandemic |
| 2022      | Matthew Ebden Max Purcell              | Ivan Sabanov Matej Sabanov               | 6–3, 6–3                               |                                        |
| 2023      | Max Purcell (2) Jordan Thompson        | Julian Cash Henry Patten                 | 4–6, 6–4, [10–5]                       |                                        |
| 2024      | Max Purcell (3) Jordan Thompson (2)    | William Blumberg John Peers              | 7–5, 6–1                               |                                        |
| 2025      | Fernando Romboli John-Patrick Smith    | Federico Agustín Gómez Santiago González | 6–1, 6–4                               |                                        |

## Rekorder

### Herresingle
| Flest titler               | Bill Tilden       | 7              |
| Flest finaler              | Bill Tilden       | 8              |
| Flest titler i træk        | Bill Tilden       | 6              |
| Flest finaler i træk       | Bill Tilden       | 6              |
| Titel med færrest nederlag | Andre Agassi      | 23             |
| Flest kampe spillet        | Tut Bartzen       | 64             |
| Flest kampe vundet         | Frank Parker      | 56             |
| Flest kampe i træk vundet  | Bill Tilden       | 36             |
| Flest udgaver spillet      | Seymour Greenberg | 16             |
| Flest udgaver spillet      | Grant Golden      | 16             |
| Bedste vinder %            | Bill Tilden       | 97,96 %        |
| Yngste vinder              | Frank Parker      | 17 år, 5m, 3d  |
| Ældste vinder              | Samuel Hardy      | 40 år, 7m, 18d |